# Узкокрылка пильчатоусая
Узкокрылка пильчатоусая, или пильчатоусый калопус (лат. Calopus serraticornis) — вид жуков-узкокрылок.

## Распространение
Распространён в Европе, Кавказе, от Сибири до Забайкалья и на восток.

## Описание
Жук в длину достигает 15-20 мм. Тело бурое, более или менее блестящее, покрытое серым прилегающим опушением. Надкрылья имеют очень густой, умеренно крупной и заметно морщинистый пунктировкой.

## Экология
Личинки развиваются в мёртвой древесине хвойных, в частности стоящих, сломанных у комля стволах.